# Aphaniosoma kravchenkoi
Aphaniosoma kravchenkoi (лат.) — вид мух рода Aphaniosoma из семейства Chyromyidae. Назван в честь В.Кравченко, собравшего типовую серию этого и многих других видов двукрылых в Израиле.

## Распространение
Израиль и Иордания.

## Описание
Мелкие мухи с телом длиной 1,1—1,3 мм. Чёрный вид с плотным сероватым микротоментумом, придающим ему общий серый вид; края плевральных склеритов и задние края брюшных тергитов жёлтые; вершина щитика жёлтая; базальный членик жгутика жёлтый у самца, тёмно-коричневый у самки; 2 отчётливых лобно-орбитальных волоска. Самцы густо микротоментозны на тергите 6 и на дорсальной части эпандрия, оставляя два небольших блестящих коричневых пятна дорсально на эпандрии. Существуют четыре вида, сходные с A. kravchenkoi по внешним признакам и строению гипопигия самца. Aphaniosoma bartaki Ebejer, 1998, описанная из Узбекистана, имеет более широкое и двулопастное медиальное продолжение вентро-латерального края тергита 6 и прегенитальный стернит другой формы, более поперечный и с двумя короткими и широкими задне-направленными лопастями; сурстилус и постгонит темно склеротизированы. A. hamatum Ebejer, 2007 и A. similis Ebejer, 2007, описанные из Монголии, имеют более узкую изогнутую вентральную долю на тергите 6, двулопастной бледный сурстилус и бледный прегонит. A. subtilis Ebejer, 2007, описанный из Кыргызстана, наиболее сходен с новым видом по внешним признакам, а гипопигиальные структуры должны быть изучены для дифференциации: постеро-вентральная доля тергита 6 более узкая и длинная с широкой и круглой вершиной у нового вида (рис. 49A); сурстилус темный, изогнутый и заостренный у A. subtilis, в то время как у A. kravchenkoi он полупрозрачный и лишь слегка изогнут на вершине; прегонит большой, широкий и сильно изогнут вниз у A. kravchenkoi, но узкий и почти прямой у A. subtilis; постгонит у обоих видов полупрозрачный, но у A. kravchenkoi короче.